# Эдвардс, Дэвид Юджин
Дэвид Юджин Эдвардс (англ. David Eugene Edwards, род. 24 февраля 1968, Энглвуд) — американский музыкант, лидер и основной автор песен групп 16 Horsepower и Woven Hand. Его музыка не поддаётся однозначной классификации, и сочетает в себе элементы неофолка, альт-кантри, пост-рока, панк-рока, индастриала, фолк-рока и других жанров. Лирика Эдвардса повествует о боли, конфликтах, вере и искуплении, значительное влияние на неё оказали христианские убеждения Дэвида Юджина.

## Биография
Дэвид Юджин Эдвардс родился и вырос в городе Энглвуд (штат Колорадо).
По его словам, он впервые серьёзно познакомился с музыкой в церкви: это были органные и фортепьянные гимны и фолк-музыка молодёжных религиозных движений конца 1970-х. В 13 лет Дэвид начал играть на барабанах и гитаре, хотя никогда не брал музыкальных уроков.
Эдвардс женат, отец двоих детей: мальчика и девочки.

## Дискография

### Номерные альбомы
- 16 Horsepower:
  - 1996 — Sackcloth 'n' Ashes
  - 1997 — Low Estate
  - 2000 — Secret South (издавался на CD и LP)
  - 2002 — Folklore (издавался на CD и LP)
- Woven Hand:
  - 2002 — Woven Hand
  - 2004 — Consider the Birds
  - 2006 — Mosaic
  - 2008 — Ten Stones
  - 2010 — The Threshingfloor
  - 2012 — The Laughing Stalk
  - 2014 — Refractory Obdurate
  - 2016 — Star Treatment
- David Eugene Edwards & Alexander Hacke:
- 2018 — Risha
- David Eugene Edwards:
- 2023 — Hyacinth

### Синглы и мини-альбомы
- 16 Horsepower:
  - 1994 — Shametown
  - 1995 — 16 Horsepower (мини-альбом, издавался на CD и EP)
  - 1996 — Black Soul Choir
  - 1996 — Haw
  - 1997 — For Heaven’s Sake
  - 1997 — Coal Black Horses
  - 1998 — The Partisan
  - 2000 — Clogger
  - 2001 — Splinters
- Woven Hand:
  - 2011 — Black of the Ink (буклет + мини-альбом из 6 перезаписанных избранных песен, издавался на CD)

### Другое
- 16 Horsepower:
  - 2000 — Hoarse (концертный альбом)
  - 2003 — Olden (сборник, издавался на CD и LP)
  - 2011 — Yours Truly (сборник, издавался на CD и LP)
- Woven Hand:
  - 2003 — Blush Music (музыка к танцевальной постановке)
  - 2003 — Blush (музыка к танцевальной постановке)
  - 2006 — Puur (музыка к танцевальной постановке)
  - 2012 — Live at Roepaen (концертный альбом, издавался на CD, LP и DVD)